# علی مبشری

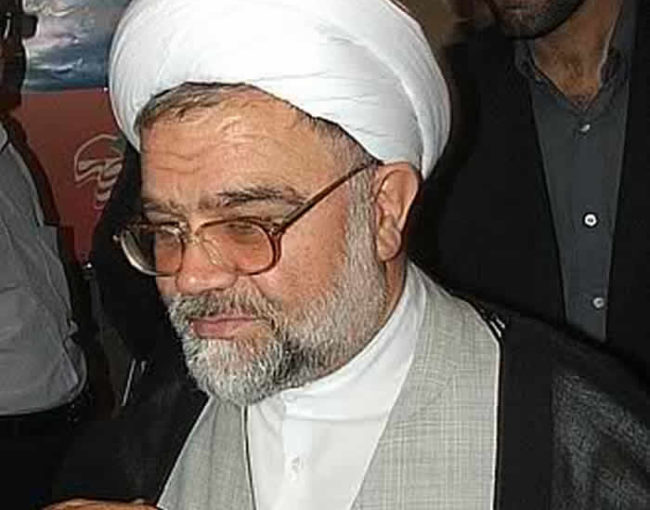
علی مبشری

علی مبشری روحانی شیعه و قاضی بازنشسته ایرانی و مستشار دیوان عالی کشور بود. از سال ۱۳۸۸ تا ۱۳۹۳ معاون قضائی دیوان عدالت اداری در امور هیئت عمومی بود. از سوابق وی ریاست دادگاه انقلاب استان تهران است. مبشری در دهه ۱۳۶۰ حاکم شرع اوین بود و در صدور حکم اعدام برای تقی شهرام نقش داشت. مبشری از جمله شاگردان مصباح یزدی است.